# Liste der Stolpersteine in Heek
In der Liste der Stolpersteine in Heek werden die vorhandenen Gedenksteine aufgeführt, die im Rahmen des Projektes Stolpersteine des Künstlers Gunter Demnig in Heek bisher verlegt worden sind.
Die Steine wurden am 25. Juni 2010 im Ortsteil Nienborg verlegt.
Die Liste ist vorsortiert nach Adresse und innerhalb eines Standorts nach Namen.
| Adresse                    | Name                | Inschrift | Bild | Anmerkung |
| -------------------------- | ------------------- | --- | --- | --------- |
| Gartenstraße 16 (Standort) | Meta Gottschalk     | Hier wohnte Meta Gottschalk geb. Wolff Jg. 1904 deportiert 1942 Theresienstadt ermordet 24.10.1942 Auschwitz | Bild gesucht Die Wikipedia wünscht sich an dieser Stelle ein Bild vom Ort mit diesen Koordinaten 52.133154 7.105985 . Motiv: Stolpersteine in Heek Falls du dabei helfen möchtest, erklärt die Anleitung , wie das geht. BW |           |
| Hauptstraße 5 (Standort)   | Rosa Gottschalk     | Hier wohnte Rosa Gottschalk geb. Salomonsohn Jg. 1880 deportiert 1941 Riga ermordet 1942                     | Bild gesucht Die Wikipedia wünscht sich an dieser Stelle ein Bild vom Ort mit diesen Koordinaten 52.132064 7.103095 . Motiv: Stolpersteine in Heek Falls du dabei helfen möchtest, erklärt die Anleitung , wie das geht. BW |           |
| Hauptstraße 5 (Standort)   | Siegmund Gottschalk | Hier wohnte Siegmund Gottschalk Jg. 1891 deportiert 1941 Riga ermordet 1942                                  | Bild gesucht Die Wikipedia wünscht sich an dieser Stelle ein Bild vom Ort mit diesen Koordinaten 52.132064 7.103095 . Motiv: Stolpersteine in Heek Falls du dabei helfen möchtest, erklärt die Anleitung , wie das geht. BW |           |